# Three Friends
Three Friends es el tercer álbum del grupo de rock progresivo británico Gentle Giant, lanzado en el año de 1972.
Es el único disco donde toca la batería Malcolm Mortimore, después de la salida de Martin Smith.
Es el primer trabajo conceptual del grupo, que trata sobre tres amigos de la infancia cuyas vidas los llevan a lugares muy diferentes. Sin embargo, cada uno de los tres amigos está insatisfecho con su nueva vida. La canción final termina la historia en suspenso; nunca se revela si los tres amigos se vuelven a reunir. El álbum es predominantemente instrumental, y algunas pistas tienen solo breves interludios vocales.

## Lista de canciones
1. "Prologue" (6:14) 
2. "Schooldays" (7:37) 
3. "Working All Day" (5:12)
4. "Peel the Paint" (7:31)
5. "Mister Class and Quality?" (5:51)
6. "Three Friends" (3:04)

## Integrantes
- Gary Green - guitarra eléctrica, mandolina (pista 2), pandereta (pistas 2,5)
- Kerry Minnear - órgano Hammond (pistas 1, 3-6), piano (pistas 1, 2, 5), piano eléctrico (pista 2, 3, 5), Mellotron (pistas 2, 6), Minimoog (pistas 1, 4, 6), moog modular (pista 4), clavinet (pista 3), Baldwin espineta eléctrico clavecín (pistas 2, 3), vibráfono (pista 2), bongós (pista 2), triángulo (pista 2), voz principal (pistas 2, 6)
- Malcolm Mortimore - batería, tarola (pista 2), hi hat (pista 2), bombo (pista 2)
- Derek Shulman - vocal principal (pista 3-6)
- Phil Shulman - saxofón tenor (pista 1, 3, 4), saxofón alto (pista 3), saxofón barítono (pista 3), vocal principal (1, 2, 4, 6)
- Ray Shulman - bajo, fuzz bass (pista 1), violines (pista 4), violín eléctrico (pista 5), guitarra de doce cuerdas (pista 1), vocales (pista 6).

Invitado:
- Calvin Shulman (hijo de Ray Shulman) - voz de niño (pista 2)